# Solea aegyptiaca
Solea aegyptiaca és un peix teleosti de la família dels soleids i de l'ordre dels pleuronectiformes que es troba a les costes de la mar Mediterrània (des de Tunísia fins a Egipte, el Canal de Suez i el sud de la mar Adriàtica).